# Bocuse d'Or
Bocuse d'Or är en tävling i matlagning som ses som ett världsmästerskap i (fransk) matlagning sedan 1987. Den är skapad av och uppkallad efter den franske stjärnkocken Paul Bocuse. Tävlingen, som populärt kallas "Kock-VM", genomförs vartannat år.
Genom åren har flera svenska tävlande haft framgångar. Mathias Dahlgren vann tävlingen 1997. Melker Andersson, Henrik Norström, Jonas Lundgren, Tommy Myllymäki och Sebastian Gibrand har alla vunnit silver (1995, 2001, 2009, 2011, 2019). Norska tävlande har vunnit tävlingen fem gånger: Bent Stiansen 1993, Terje Ness 1999, Charles Tjessem 2003, Geir Skeie 2009 och Ørjan Johannessen 2015.
Ansvarig för Sveriges deltagande i Bocuse d'Or är L'Académie Suédoise de Bocuse d'Or. Akademin grundades 1990 av Sven-Gunnar Svensson för att ta hand om och ansvara för Sveriges deltagande i just Bocuse d'Or.

## Vinnare[1]
| År   | Guld                | Silver                         | Brons                     |
| ---- | ------------------- | ------------------------------ | ------------------------- |
| 1987 | Jacky Freon         | Michel Addons                  | Hans Haas                 |
| 1989 | Léa Linster         | Pierre Paulus                  | William Wai               |
| 1991 | Michel Roth         | Lars Erik Underthun            | Gert Jan Raven            |
| 1993 | Bent Stiansen       | Jens Peter Kolbeck             | Guy Van Cauteren          |
| 1995 | Régis Marcon        | Melker Andersson               | Patrick Jaros             |
| 1997 | Mathias Dahlgren    | Roland Debuyst                 | Odd Ivar Solvold          |
| 1999 | Terje Ness          | Yannick Alleno                 | Ferdy Debecker            |
| 2001 | François Adamski    | Henrik Norström                | Hákon Már Örvarsson       |
| 2003 | Charles Tjessem     | Frank Putelat                  | Claus Weitbrecht          |
| 2005 | Serge Vieira        | Tom Victor Gausdal             | Rasmus Kofoed             |
| 2007 | Fabrice Desvignes   | Rasmus Kofoed                  | Frank Giovannini          |
| 2009 | Geir Skeie          | Jonas Lundgren                 | Philippe Mille            |
| 2011 | Rasmus Kofoed       | Tommy Myllymäki                | Gunnar Hvarnes            |
| 2013 | Thibaut Ruggeri     | Jeppe Foldager                 | Noriyuki Hamada           |
| 2015 | Örjan Johannessen   | Philip Tessier                 | Tommy Myllymäki           |
| 2017 | Mathew Peters       | Christopher William Davidsen   | Viktor Andersson          |
| 2019 | Kenneth Toft-Hansen | Sebastian Gibrand              | Christian André Pettersen |
| 2021 | Davy Tissot         | Ronni Vexøe Mortensen          | Christian André Pettersen |
| 2023 | Brian Mark Hansen   | Filip August Bendi             | Bence Dalnoki             |
| 2025 | Paul Marcon         | Sebastian Holbgerg Svendsgaard | Gustav Leonhardt          |